# イェーオリ・オーベリ
イェーオリ・オーベリ (Georg Åberg、1893年1月20日- 1946年8月18日)は、スウェーデンの男子陸上競技選手。跳躍種目を得意とした選手で1912年ストックホルムオリンピックに出場。三段跳では14.51mの記録で、同じスウェーデンのグスタフ・リンドブロム( Gustaf Lindblom)に次いで銀メダルを獲得。走幅跳では、7.21mでアメリカのアルバート・ガターソン(Albert Gutterson) 、カナダのカルビン・ブリッカー(Calvin Bricker)に次いで銅メダルを獲得した。